# Paris Nights/New York Mornings
Paris Nights/New York Mornings è un brano musicale della cantautrice britannica Corinne Bailey Rae, estratto come secondo singolo dall'album The Sea, secondo album della cantante. Il singolo è stato pubblicato il 29 marzo 2010.

## Tracce
Promo - CD-Single Virgin - (EMI)
1. Paris Nights/New York Mornings - 3:51

Download digitlae
1. Paris Nights/New York Mornings - 3:51
2. Love's On Its Way (Live at the Tabernacle, London) - 4:20

## Classifiche
| Classifica (2011) | Posizione massima |
| ----------------- | ----------------- |
| Brasile           | 51                |